# Brug 1145 (1968)

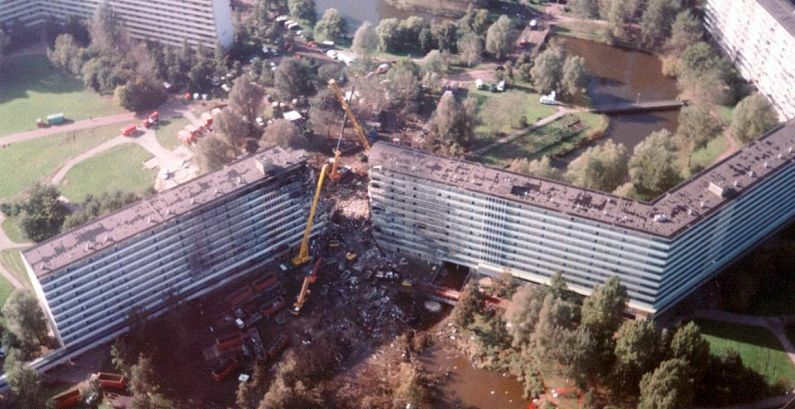
Rechtsboven Brug 1445 links van reflecterend deel Groeneveen (1992)

Brug 1145 was en is een bouwkundig kunstwerk in Amsterdam-Zuidoost.
Bij de inrichting van de Bijlmermeer werd gekozen voor een gescheiden infrastructuur. Auto’s reden over dreven die op een dijklichaam lagen, voetgangers en fietsers verplaatsten zich op maaiveldniveau. Vanwege de gescheiden verkeersstromen moesten tal van viaducten en bruggen gebouwd worden. Brug 1145 was een zogenaamde maaiveldbrug. Deze vaste bruggen lagen over de vele (af-)waterwegen in de wijk. Architect Dirk Sterenberg en de Dienst der Publieke Werken ontwierpen hiervoor een standaard brug, die aangepast kon worden in lengte en breedte. Brug 1145 maakt dan deel uit van een hele serie bruggen (bruggenserie 114X), die een voet- en fietspad over een gracht/afwateringstocht leidde tussen in dit geval de honingraatflats Groeneveen en Kikkenstein. Het type bruggen is herkenbaar aan de borstweringen met ankergaten, de ronde, iele leuningen, nummerplaatje tussen de leuningen en de lantaarn buiten de overspanning op een van de pijlers. De eerste betonnen heipalen gingen in oktober 1968 de grond in.
Groeneveen en Klein Kruitberg zijn de flats die in 1992 getroffen werd bij de Bijlmerramp. In de nasleep werd deze brug (overigens niet getroffen door de ramp) overbodig geacht of ze lag in de weg bij een herindeling van de terreinen rondom Groeneveen. De brug verdween in de vroege jaren nul van de 21e eeuw uit het straatbeeld.
Het brugnummer werd tegen de gewoonte in hergebruikt voor een brug elders bij Groeneveen; die brug kreeg in 2016 de naam Pa Sembrug.
<<< · 1100 · 1101 · 1107 · 1008 · 1009 · 1110 · 1111 · 1119 · 1121 · 1122 · 1123 · 1124 · 1125 · 1126 · 1127 · 1128 · 1129 · 1130 · 1131 · 1132 · 1133 · 1134 · 1135 · 1139 · 1140 · 1141 · 1142 · 1143 · 1144 · 1145 · 1146 · 1148 · 1149 · 1150 · 1151 · 1152 · 1153 · 1154 · 1155 · 1156 · 1157 · 1159 · 1162 · 1163 · 1164 · 1165 · 1167 · 1170 · 1171 · 1172 · 1173 · 1174 · 1175 · 1176 · 1177 · 1179 · 1180 · 1181 · 1182 · 1183 · 1184 · 1186 · 1187 · 1188 · 1189 · 1190 · 1191 · 1192 · 1193 · 1194 · 1195 · 1196 · 1197 · 1198 · 1199 · >>>
Brugnummers 1102-1106 (gesloopt), 1112-1118 (gesloopt), 1120, 1136-1138, 1145, 1147, 1158 (onbekend), 1160, 1161, 1166, 1168, 1169, 1178 en 1185 (voetbrug Bijlmerweide bouw 1970, sloop 2015) zijn niet (meer) vergeven.